# ミツバフウロ
ミツバフウロ（三葉風露、学名：Geranium wilfordii Maxim.）は、フウロソウ科フウロソウ属に分類される多年草の1種。和名は葉の3深裂する形状に由来する。別名が、フシダカフウロ（節高風露）で、目立つ節であることに由来する。

## 特徴
茎高さは30-80 cm、基部では倒れ伏し、よく枝分れする。上部には下向きの屈毛と圧毛がある。葉は対生し長い柄があり、葉身は幅1.5-10 cmで3深裂し、裂片には大きな数個の鋸歯があり、表面と裏面脈上には細毛がある。托葉は離生し膜質で、長さ2-5mmの狭三角形。長い花柄の先端に直径1-1.5 cm薄紫色の1-2個の花を7-10月に上向きに付ける。花柄と小花柄には下向きの屈毛と圧毛が密生する。花弁と萼片は5枚。萼片は長さ6-8 mmで、花弁より少し短く、3脈があり脈上に短い圧毛がある。雌蕊は10本で長さ約6 mm、朔果は花柱分枝と共に長さ約2cm。果体には開出する長毛と細毛が密生し、嘴には細毛が密生する。花柱分枝は長さ4.5-2 mm。果実は熟すと下方から裂開し、種子をはじき飛ばす。染色体数は2n=28。

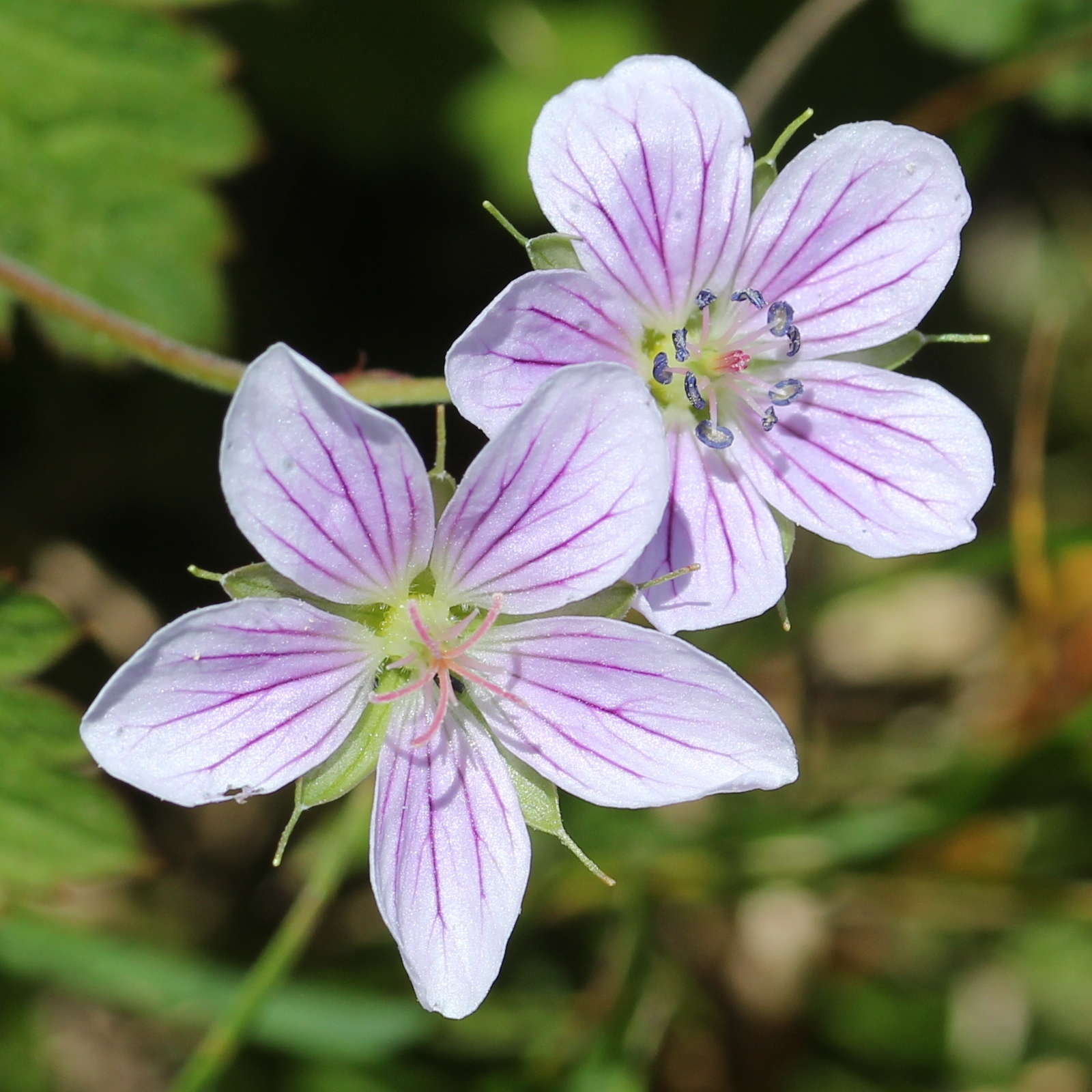
薄紫色の2個の花を付けた個体、雌蕊は10本
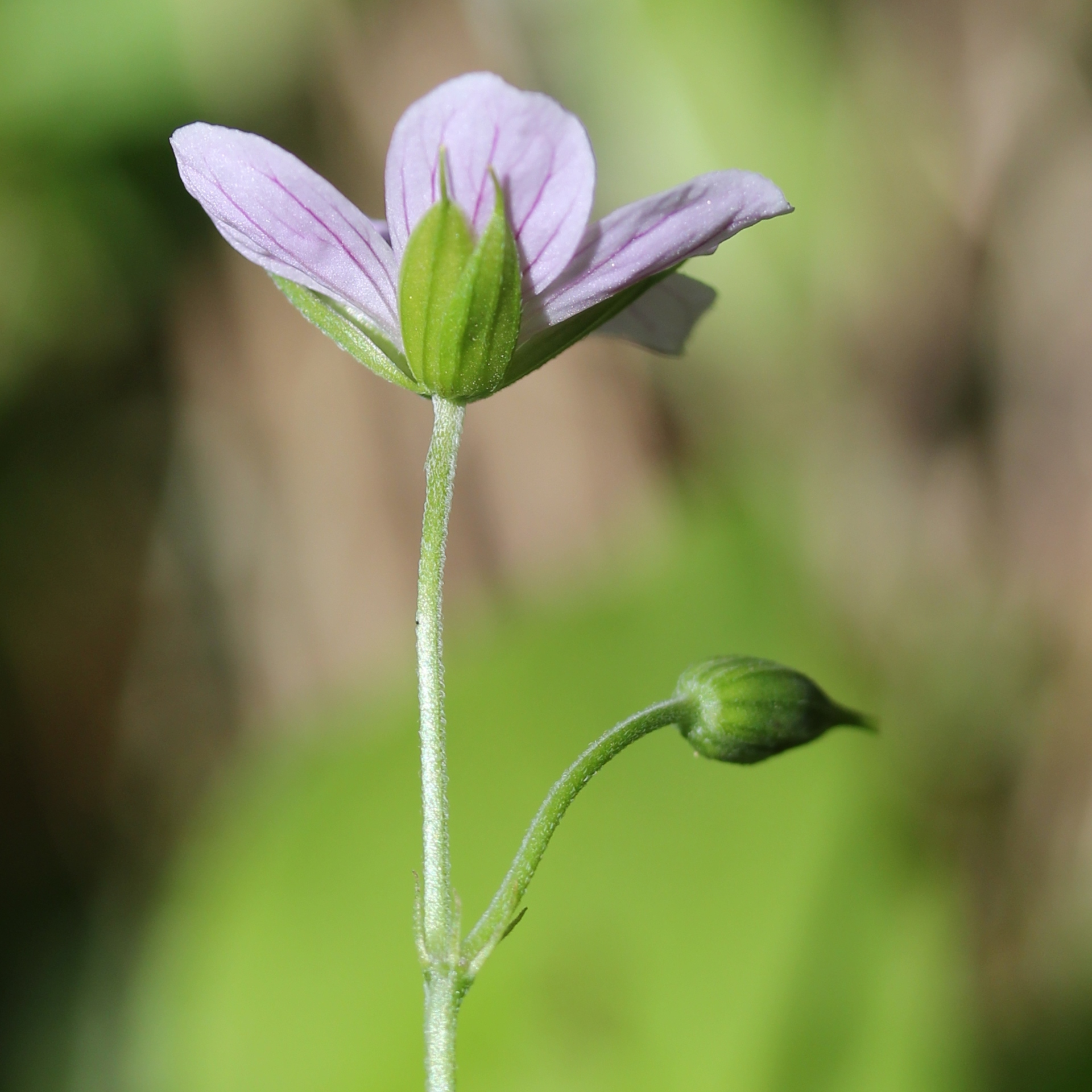
萼片と蕾、花柄は長い
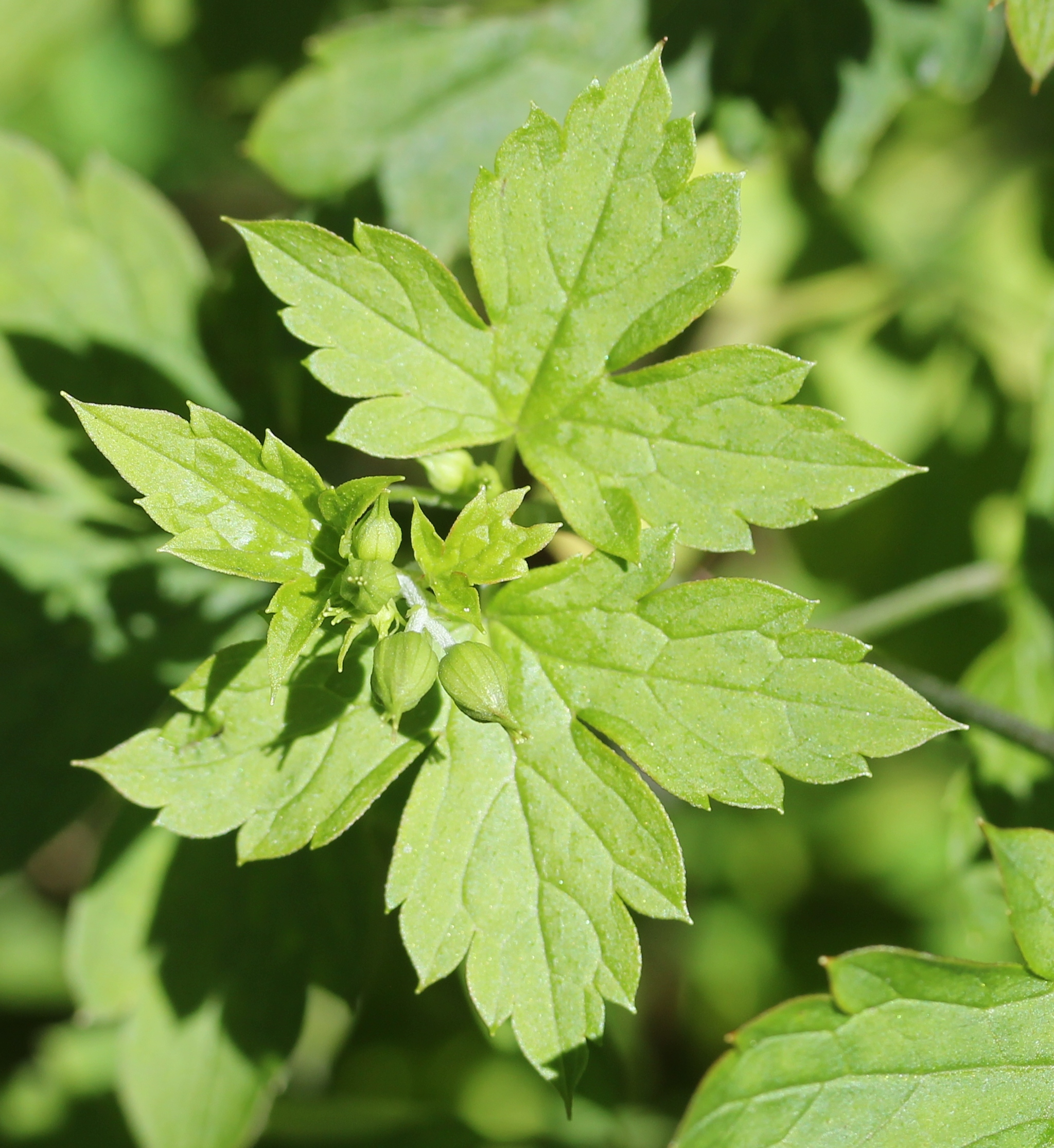
対生し、3深裂し裂片には大きな数個の鋸歯がある葉

## 分布と生育環境
中国（本土部、北東部）、朝鮮半島、ロシア連邦アムール州から日本にかけての、温帯から暖帯域に分布する。
日本では、北海道、本州、四国、九州に広く分布する。
平地、山地の草むらに生育する。

## 分類
以下の変種と品種が知られている。

### 基本変種の品種
- ブコウミツバフウロ（学名：Geranium wilfordii Maxim. f. bukoense Hiyama[7]） - 埼玉県の武甲山に分布し、茎や葉柄に著しい開出毛がある[4]。

### 変種
- エゾミツバフウロ（学名：Geranium wilfordii Maxim. var. yezoense Hiyama[8]） - 北海道に分布し、葉の裏前面に短い伏毛がある[4]。別名がエゾノミツバフウロ[8]。
- タカオフウロ（学名：Geranium wilfordii Maxim. var. chinense (Migo) H.Hara） - 東京都の高尾山に分布し、萼片の外面に開出毛がある[4]。

- ホコガタフウロ（学名：Geranium wilfordii Maxim. var. hastatum (Nakai) Hara） - 栃木県日光市に分布し、葉の裂片が細かく、側裂片がほこ形に張り出し、萼片の脈上に開出毛がある[4]。

これらは地理的な変異と見られる。

## 近縁種
同属のゲンノショウコ（Geranium thunbergii）と形態が非常に似ているが、植物体の腺毛の有無などで識別することができる。ゲンノショウコはミツバフウロと同様に日本国内で広く分布し、同じ地域で見られることがある。そこでは完全に混じり合って生育しておらず、パッチ状に棲み分けていることが確認されている。両者の雑種と思われる個体も確認されている。
| 和名 学名                                   | 花                                                                  | 萼片と花柄                                                                      | 葉                                                                              | 識別のポイント                                                    |
| ------------------------------------------- | ------------------------------------------------------------------- | ------------------------------------------------------------------------------- | ------------------------------------------------------------------------------- | ----------------------------------------------------------------- |
| ミツバフウロ 三葉風露 Geranium wilfordii    | ミツバフウロ、花の色は薄紫色（伊吹山、滋賀県米原市、2015年9月20日） | ミツバフウロ、萼片と花柄に腺毛がない（伊吹山、岐阜県揖斐川町、2013年10月12日）  | ミツバフウロ、葉は3深裂する（伊吹山、岐阜県揖斐川町、2015年9月14日）            | 花の色は薄紫色 萼片と花柄に腺毛がない 葉は3深裂する               |
| ゲンノショウコ 現の証拠 Geranium thunbergii | ゲンノショウコ、花の色は紅紫色-白色（伊吹山、2015年9月14日）        | ゲンノショウコ、萼片と花柄に腺毛がある（伊吹山、岐阜県揖斐川町、2015年9月14日） | ゲンノショウコ、下部の葉は5中-深裂する（伊吹山、岐阜県揖斐川町、2015年9月14日） | 花の色は紅紫色-白色 萼片と花柄に腺毛がある 下部の葉は5中-深裂する |

## 利用

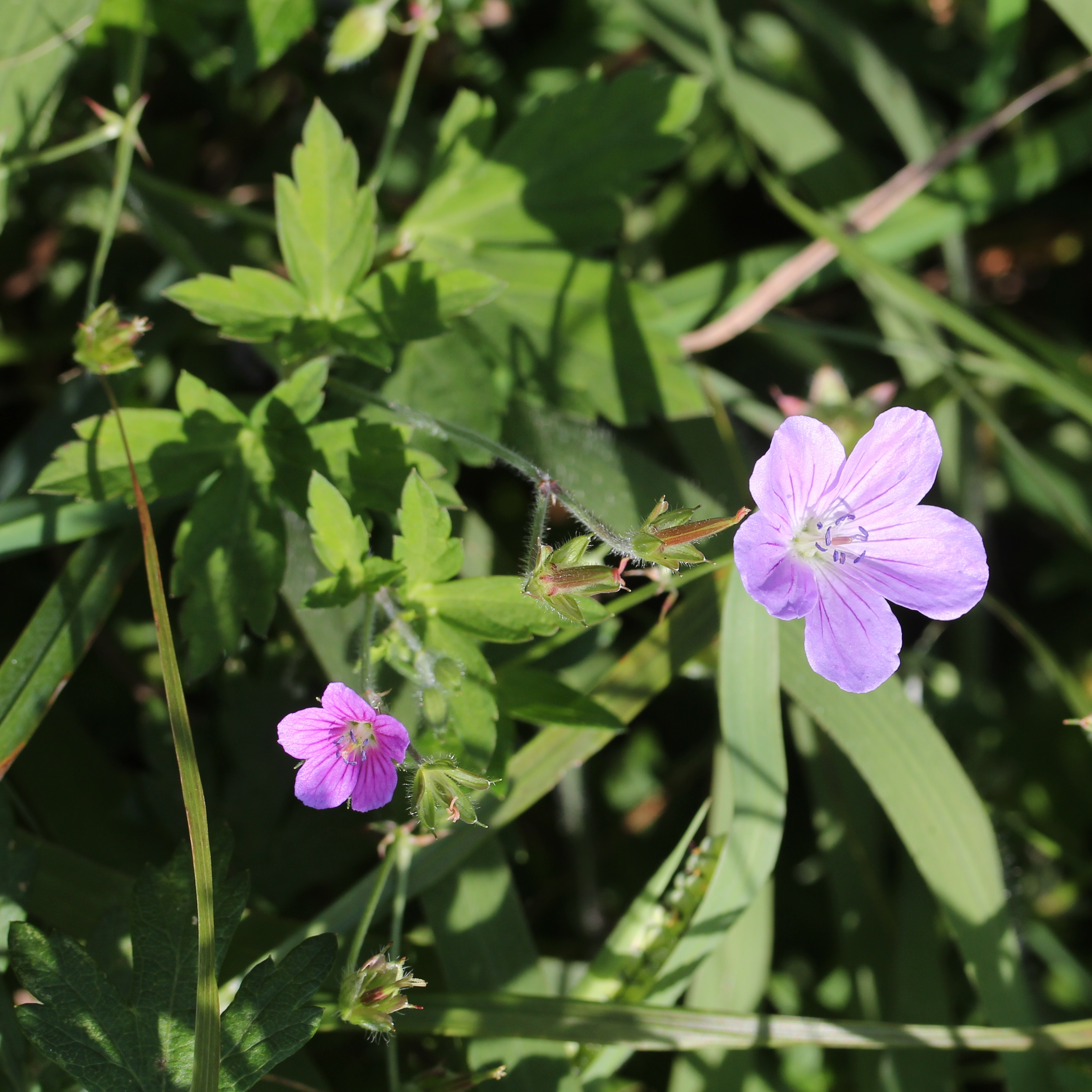
同属の薬草として利用されているゲンノショウコ（左）とハクサンフウロ（右）

同属の薬草として利用されるゲンノショウコと同様にタンニンの大部分がゲラニイン（Geraniin）からなり、乾燥した全草からのゲラニインの粗結晶収率は2.2 %とゲンノショコより収量は少ないものの代用薬としての価値があるとみられている。

## 種の保全状況評価
日本では以下の都道府県でレッドリストの指定を受けている。生息地の開発や環境遷移により、個体数が減少している地域がある。生息域が極めて局所的な地域がある。
- 絶滅危惧IA類(CR) - 山形県[16]、宮崎県
- 絶滅寸前種 - 奈良県[注釈 2]
- 絶滅危惧IB類(EN) - 神奈川県[14]、愛知県[6]
- 絶滅危惧II類(VU) - 三重県[17]、岡山県[15]
- 準絶滅危惧(NT)- 石川県[18]、秋田県[19]、富山県[13]